# فرودگاه بین‌المللی جوف
فرودگاه بین‌المللی جوف (به انگلیسی: Al-Jawf Domestic Airport)، فرودگاهی در شهر سکاکه عربستان سعودی با کد یاتا AJF است که یک باند فرود آسفالت دارد و طول باند آن ۳۶۶۱ متر است. این فرودگاه در ارتفاع ۶۸۹ متری از سطح دریا واقع شده است.

## شرکت‌های هواپیمایی و مقصدهای پروازی
شرکت هواپیماییs offering scheduled passenger service:
| شرکت‌های هواپیمایی | مقصدهای پروازی                                     |
| ----------------- | -------------------------------------------------- |
| ایر عربیا         | شارجه                                              |
| فلای‌دبی           | دوبی                                               |
| فلای‌ناس           | ملک خالد                                           |
| نسما ایرلاینز     | قاهره، منطقه‌ای هائیل                               |
| Nile Air          | قاهره                                              |
| هواپیمایی سعودی   | ملک عبدالعزیز، شاهزاده محمد بن عبدالعزیز، ملک خالد |